# Uralan
Uralan (en rus: Уралан) és un poble (un possiólok) de Calmúquia, a Rússia, segons el cens del 2010 tenia 81 habitants. Pertany al districte municipal de Priiútnoie.